# مسجد الأنصار (بيكوجان)
مسجد الأنصار (بالإندونيسية: Masjid Al-Anshor Jakarta) هو أقدم مسجد في جاكرتا، إندونيسيا. يقع في بيكوجان، تامبورا، جاكرتا. تم بناؤه في عام 1648.

## التاريخ
لم يكن المسجد للعبادة فحسب، بل كان أيضًا مدرسة دينية لدراسة القرآن الكريم في قرية بيكوجان. أسس المسجد في الأصل تجار من كجرات والبنغال، الذين كانوا يزورون جاكرتا آنذاك للتجارة.
وفقًا لأدولف هوكين، في كتاب "تاريخ جاكرتا"، استقر المسلمون اليمنيون والهنود في بيكوجان. من هناك، نشروا الإسلام في مناطق عديدة في جاكرتا. يقع مسجد الأنشر على أرض وقفية للمواطنين الهنود. يضم هذا المسجد أيضًا تراثًا ثقافيًا محميًا من قبل حكومة جاكرتا.